# جيم هوارد
جيم هوارد (بالإنجليزية: Jim Howard)‏ هو منافس ألعاب قوى أمريكي، ولد في 11 سبتمبر 1959.

## وصلات خارجية
- جيم هوارد على موقع الاتحاد الدولي لألعاب القوى (الإنجليزية)
- جيم هوارد على موقع أوليمبيديا (الإنجليزية)